# معركة اليعربية (2014)
معركة اليعربية (2014) هي معركة وقعت ما بين يومي 27 سبتمبر (أيلول) و2 أكتوبر (تشرين الأول) 2014 في مدينة اليعربية التابعة لمحافظة الحسكة في سوريا خلال الحرب الأهلية السورية، عندما هاجمت ميليشيات تنظيم الدولة الإسلامية في العراق والشام (داعش) بلدة اليعربية الواقعة على الحدود السورية مع العراق.

## التسلسل الزمني للأحداث
في 27 سبتمبر (أيلول) 2014، وبعد وقت قصير من بدء حصار عين العرب، هاجمت ميليشيا تنظيم الدولة الإسلامية في العراق والشام (داعش) بلدة اليعربية الواقعة على الحدود العراقية السورية، والتي كانت تُسيطر عليها وحدات حماية الشعب الكردية وميليشيا قوات الصناديد التابعة لقبيلة شمر. تمكّن مقاتلو داعش في اليوم الأول للمعركة من السيطرة على ثلاث قرى بالبلدة، ثُمّ سيطروا على قرية رابعة في 29 سبتمبر (أيلول) 2014. كما سيطر مقاتلو داعش أيضًا على بلدة ربيعة العراقية الواقعة على الجانب الآخر من الحدود، وعلى بعد كيلومترين فقط من بلدة اليعربية، ولكن سُرعان ما نجحت قوات البشمركة الكردية في استعادتها في 30 سبتمبر (أيلول) من نفس العام بعد معركة أدتت إلى مقتل 12 شخصًا على الأقل من مقاتلي داعش، بينما تبقى نحو عشرة رجال فقط من المنتمين لتنظيم داعش الذين ظلوا محتمين بمبنى للعيادات وقاوموا لبعض الوقت على الرغم من استمرار الضربات الجوية البريطانية على المبنى.

## الخسائر البشرية
أدت المعركة التي وقعت بالمنطقة الواقعة على الحدود السورية العراقية في يومي 27 و28 سبتمبر (أيلول) 2014 بحسب ما ذكره المرصد السوري لحقوق الإنسان إلى مقتل ما لا يقل عن 14 مقاتلًا من وحدات حماية الشعب الكردية و17 مقاتلًا من قوات الصناديد، وبعضهم قُطعت رؤوسهم على أيدي مقاتلي داعش. أما تنظيم الدولة الإسلامية (داعش)، فقد قتل في صفوفه ما لا يقل عن أحد عشر من مقاتليه. وفي 30 سبتمبر (أيلول) 2014 كشف المرصد السوري لحقوق الإنسان عن مقتل ما لا يقل عن خمسة مقاتلين عرب وأكراد وتسعة من مقاتلي داعش. وفي 13 أكتوبر (تشرين الأول) 2014، قُتل 18 شخصًا من مقاتلي تنظيم داعش، ثُمّ قُتل اثنين آخرين من مقاتلي التنظيم في اليوم التالي في 24 أكتوبر (تشرين الأول) 2014.